# Anna Sutter
Pour les articles homonymes, voir Sutter.
Anna Sutter, de son vrai nom Anna Suter, née le 26 novembre 1871 à Wil et morte le 29 juin 1910 à Stuttgart, est une chanteuse d'opéra soprano suisse.

## Biographie
Anna Sutter naît Anna Suter le 26 novembre 1871 à Wil, dans le canton de Saint-Gall. Son père, Carl Suter, est un directeur musical.
Après des études de piano au conservatoire de Berne et de chant à celui de Munich, Anna Sutter est engagée en 1891 au Münchner Volkstheater, en 1892 au Staatstheater Augsburg (de) puis en 1893 au Théâtre royal de Stuttgart (de). Elle y devient très populaire et le directeur Joachim Gans zu Putlitz l'engage sur le long terme. Son style d'interprétation réaliste et naturaliste en font l'interprète idéale des rôles de Hanna Glawari dans La Veuve joyeuse de Franz Lehár, de Carmen de Georges Bizet et de Salomé de Richard Strauss, dont elle est la première cantatrice à interpréter la Danse des sept voiles.
De nombreuses photographies témoignent de sa grande popularité. En 1906, elle est nommée chanteuse de chambre. Par ailleurs, ses relations amoureuses font la une des journaux. En 1900, sa liaison avec Hans Freiherr von Entress-Fürsteneck donne naissance à sa fille Mathilde, qui deviendra elle aussi chanteuse d’opéra. En 1902, son fils Felix naît de sa liaison avec Hugo Reichenberger, compositeur et chef d'orchestre allemand au Stadttheater de Francfort.

## Drame relationnel et décès

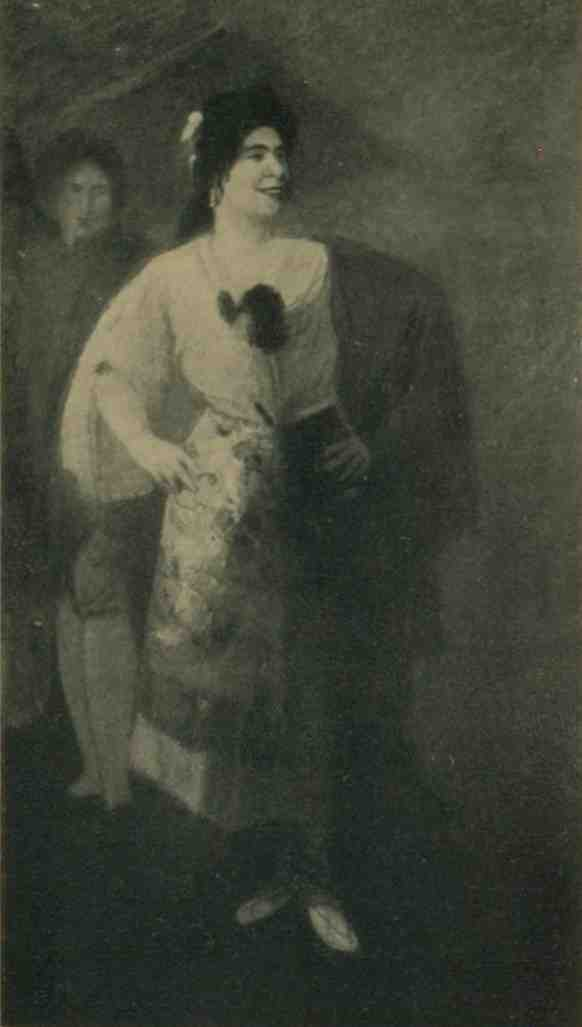
Anna Sutter, tableau de Paul Bollmann, 1912

Sa liaison durant deux ans avec le chef d'orchestre de la cour royale du Wurtemberg Aloys Obrist, frère du célèbre sculpteur Art nouveau Hermann Obrist, s'avérera fatale. Après qu'Anna Sutter a mis fin à leur relation en 1909, Obrist s'introduit par effraction dans son appartement le 29 juin 1910 et tue Anna Sutter de deux coups de pistolet avant de se suicider,.

## Commémoration
En 1914, le professeur Karl Donndorf de Stuttgart crée une sculpture de style Art nouveau appelée Fontaine du destin en mémoire d'Anna Sutter. Jusqu'en 1963, celle-ci était située devant l'entrée des artistes du Théâtre national de Stuttgart ; elle a ensuite été déplacée vers l'avant du bâtiment. La tombe d'Anna Sutter se trouve au cimetière de Prague à Stuttgart.
En 2001, une exposition intitulée Carmen - Dernier acte. La tragédie artistique Sutter-Obrist de 1910 et l'Opéra de Stuttgart vers 1900 s'est déroulée aux Archives d'État de Ludwigsburg.
L'écrivain suisse Alain Claude Sulzer traite de manière littéraire le meurtre d'Anna Sutter dans sa nouvelle Annas Mask, qui sert également de base à son livret d'opéra du même nom. En mai 2017, l'opéra Annas Mask, une œuvre de commande sur une musique de David Philip Hefti, est créé au Théâtre de Saint-Gall.

## Enregistrements
- Anna Sutter. Sämtliche Aufnahmen (Stuttgart 1908), CD. Truesound Transfers, Nr. TT-7021.